# Сорока, Фёдор Петрович
Фёдор Петрович Сорока (11 сентября 1958, Луганск) — советский и украинский футболист, нападающий и левый полузащитник.

## Биография
Воспитанник футбольной секции ворошиловградской «Зари», занимался футболом с восьми лет, первый тренер — Евгений Александрович Двуреченский.
На взрослом уровне начал выступать в 1977 году в составе клуба «Орбита»/«Мелиоратор» (ныне — «Кайсар») из Кзыл-Орды, провёл в команде четыре сезона во второй лиге. В 1981 году перешёл в «Трактор» (Павлодар), в его составе провёл один сезон в первой лиге и три — во второй.
В 1984 году вернулся в Ворошиловград и стал выступать за «Зарю». В 1986 году со своим клубом стал победителем зонального турнира второй лиги и чемпионом Украинской ССР. Выступая за «Зарю», забил 17 пенальти из 17 попыток. В 1987 году в первой лиге стал лучшим бомбардиром команды с 8 голами и признан лучшим игроком клуба в сезоне.
В 1988—1990 годах провёл три сезона в первой лиге за «Ростсельмаш», затем играл в одном из низших дивизионов Финляндии за клуб «Кайха». В последнем сезоне первенства СССР выступал за АПК (Азов).
После распада СССР выступал на Украине за любительские команды Луганска, стал чемпионом Луганской области в весеннем сезоне 1992 года в составе «Динамо». Затем в течение трёх сезонов играл со своей командой в переходной и второй лигах первенства Украины.
Всего за карьеру сыграл не менее 400 матчей в соревнованиях профессионалов (мастеров) в первенствах СССР, Украины и Финляндии, в том числе 164 матча — в первых дивизионах и более 200 — во вторых. Принимал участие в матчах Кубка СССР против клубов высшей лиги — ростовского СКА и «Пахтакора».
В 1994—1995 годах был в луганском «Динамо» играющим тренером. После объединения «Динамо» с мариупольским «Металлургом» два сезона работал в тренерском штабе новой команды. Затем работал в Луганске тренером и директором ДЮСШ. По состоянию на 2016 год — член исполкома футбольного союза ЛНР, руководитель комитета детско-юношеского футбола. Тренирует команду ветеранов «Зари».

## Достижения
- Победитель второй лиги СССР: 1986 (6-я зона, чемпион Украинской ССР)

## Стиль игры
Был настоящим мотором команды. Острый левый хавбек, отличался огромной работоспособностью, мастер дальних ударов. Пенальтист невероятного хладнокровия, ему принадлежит стопроцентный результат.— Сайт «Луганск. Наш футбол»

## Личная жизнь
Родители — Пётр Фёдорович, шахтёр и Зинаида Анатольевна — служащая. Есть старший брат Виктор.
Сын Тарас (род. 1986) тоже был футболистом, выступал за юношеский и дублирующий составы луганской «Зари» и за команды низших лиг.